# Rivière Noire (lac Courville)
Pour les articles homonymes, voir Rivière Noire.
La rivière Noire est un affluent de la rive sud du lac Courville, coulant dans la municipalité de Belcourt, dans la municipalité régionale de comté (MRC) de La Vallée-de-l'Or, dans la région administrative de l’Abitibi-Témiscamingue, au Québec, au Canada. Son cours est entièrement dans le canton de Courville.
La rivière Noire coule en zone de marais et en zone forestière. La foresterie constitue la principale activité économique de ce bassin versant.
La surface de la rivière est habituellement gelée de la mi-novembre à la mi-avril, toutefois la circulation sécuritaire sur la glace se fait généralement de la mi-décembre à la fin mars.

## Géographie
Les bassins versants voisins de la rivière Noire sont :
- côté nord : lac Courville, rivière Taschereau, rivière des Peupliers ;
- côté est : rivière Bell, rivière Ducros ;
- côté sud : lac Pascalis, rivière Pascalis ;
- côté ouest : rivière Senneville, rivière Courville, rivière Laflamme.

La rivière Noire prend sa source de ruisseaux drainant une zone humide (altitude : 316 m), situé dans le canton de Courville dans la partie sud-est de la municipalité de Belcourt.
Cette source de la rivière Noire est située à :
- 1,9 km au sud-est du lac Castagnier ;
- 4,5 km au sud de l’embouchure de la rivière Noire ;
- 12,4 km au sud-est du centre-ville de Senneterre (ville) ;
- 11,7 km au sud du centre du village de Belcourt.

À partir de sa source, le cours de la rivière Noire coule sur 6,5 km selon les segments suivants :
- 4,2 km vers le nord-ouest, traversant une zone humide en début de segment, puis en formant une petite boucle vers l'ouest, jusqu’à la confluence de deux ruisseaux (l’un venant de l'ouest et l’autre de l’Est) ;
- 2,3 km vers le nord-est, en zone forestière en formant une boucle vers le nord, jusqu’à sa confluence[1].

La rivière Noire se déverse sur la rive sud du lac Courville. Cette confluence est située à :
- 2,6 km au sud de l’embouchure du lac Courville ;
- 3,8 km à l'ouest de la rivière Bell ;
- 6,8 km à l'ouest du centre du village de Belcourt ;
- 9,8 km au nord-ouest du centre-ville de Senneterre (ville) ;
- 60,6 km au sud de l’embouchure de la rivière Taschereau qui se déverse dans la rivière Bell.

Le lac Courville constitue le lac de tête de la rivière Taschereau.

## Toponymie
Le toponyme rivière Noire a été officialisé le 21 décembre 1982 à la Commission de toponymie du Québec.